# Museo de Artes Decorativas de Berlín
El Museo de Artes Decorativas de Berlín  o el Kunstgewerbemuseum es un museo de artes decorativas de importancia internacional en Alemania, que forma parte de los Museos Estatales de Berlín. La colección se divide entre el edificio Kunstgewerbemuseum en el Kulturforum y el Palacio de Köpenick.

## Historia
Fue fundado en 1868 como Deutsches Gewerbe-Museum zu Berlin , y originariamente tenía un instituto de enseñanza y un museo público. La colección creció significativamente en la década de 1870, y fue rebautizado como Kunstgewerbemuseum en 1879. En 1881 se trasladó al Martin-Gropius-Bau en la zona de Kreuzberg, donde el Tesoro de Príamo estuvo expuesto durante un tiempo, y en 1921 se mudó al Palacio Real de Berlín.
Parte de la colección fue destruida en la Segunda Guerra Mundial, y los elementos supervivientes se dividieron entre Berlín Este y Berlín Oeste. La colección del Este se trasladó al Palacio de Köpenick en 1963, mientras que las exposiciones occidentales se trasladaron primero al Palacio de Charlottenburg y luego al nuevo edificio del museo en el Kulturforum en 1985, construido por Rolf Gutbrod.

## Colección
El Museo de Artes Decorativas exhibe artes decorativas europeas y bizantinas, de todos los períodos postclásicos de la historia del arte, y presenta elementos de oro, plata, vidrio y esmalte, porcelana, muebles, paneles, tapices, disfraces y sedas.
Hay una colección muy importante de objetos antiguos tardíos en muchos medios. Los artículos de la Edad Media incluyen una gran cantidad de relicarios de oro. El Renacimiento está representado por platería de Lüneburg y esculturas de bronce, tapices, muebles, vidrios venecianos y mayólicas de las cortes principescas italianas.
La época barroca está representada por las artes de Delft y los artículos de vidrio. También hay porcelana europea (especialmente de Meissen, el fabricante real de Berlín), y vajilla decorativa de los estilos rococó, clasicista, historicista y Art Nouveau. La "Nueva Colección" de artesanía del siglo XX incluye productos fabricados industrialmente.
|                                                          |
| Fragmento de un tapiz bordado de Halberstadt, hacia 1170 |

|                                                |
| La cruz de Guelph, primera mitad del siglo XII |

|                                                              |
| Mobiliario de sala de Carlo Bugatti, Milán alrededor de 1885 |

|                           |
| Cruz procesional de Enger |